# Tulipa suaveolens
Tulipa suaveolens is een voorjaarsbloeier uit de leliefamilie (Liliaceae) . De wetenschappelijke naam van de soort werd gepubliceerd door Albrecht Wilhelm Roth in 1794.

## Voorkomen
Tulipa suaveolens komt voor in het zuiden en zuidoosten van Oekraïne, de Krim, het zuiden en zuidoosten van Europees Rusland, het noorden en westen van Kazachstan en het noorden van Centraal-Azië. De soort groeit hoofdzakelijk in steppe- en halfwoestijnlandschappen. Tulipa suaveolens wordt waargenomen van zeeniveau tot een hoogte van 600 meter.

## Synoniem
- Tulipa schrenkii Regel.[2]

... · 
T. biflora · 
T. gesneriana · 
T. suaveolens · 
T. sylvestris (Bostulp) ·  
...